# Potez 63

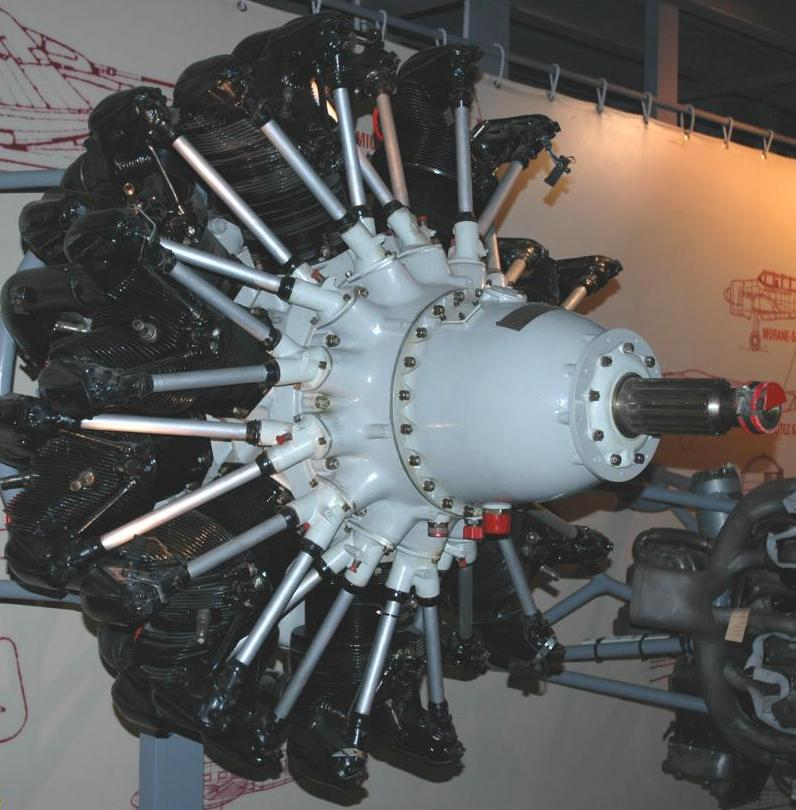
Gnome-Rhone M5

Die Potez 630 war ein zweimotoriges französisches Flugzeug. Die Serie umfasste zahlreiche Varianten für unterschiedliche Verwendungszwecke. Das Modell wurde von Louis Coroller entworfen und flog erstmals am 25. April 1936. Der Entwurf ähnelte dem der britischen Bristol Blenheim und der deutschen Messerschmitt Bf 110.
Die dreisitzige Potez 630 war ein zweimotoriger schwerer Jäger, welcher die Bedingungen einer Ausschreibung von 1934 erfüllte, ebenso wie das erfolgreiche Kampfflugzeug Breguet 690. Das Flugzeug hatte exzellente Flugeigenschaften und so wurden im Jahr 1937 80 Maschinen bestellt. Parallel dazu wurden 140 Jagdflugzeuge Potez 631 C.3 bestellt, diese besaßen Gnome-Rhône-14M-Sternmotoren anstatt der Hispano-Suiza-14-AB-10/11-Motoren der Potez 630. Weitere 60 Potez 631 wurden im Jahr 1938 bestellt. Davon sollten später 20 Maschinen an Finnland gehen, sie wurden jedoch nie geliefert.

## Produktion und Varianten
Im Gegensatz zur Fertigung vieler anderer französischer Flugzeuge lieferte Potez alle Maschinen rechtzeitig bis zum Ende 1938 aus. Das Produktionstempo wurde erhöht und eine Reihe neuer Prototypen hergestellt. Dies waren das Sturzkampfflugzeug Potez 632, der leichte Bomber Potez 633 B2, der Nachtjäger Potez 635 CN2, das Verbindungsflugzeug Potez 637 A3 (auch Potez 63.11 A3), der zweisitzige Bomber Potez 639 AB2 und das Schulflugzeug Potez 631 Ins.
Die französische Luftwaffe bestellte 125 leichte Bomber vom Typ Potez 633 B2 und 60 Potez 637 A3. Andere Varianten waren das Jagdflugzeug Potez 63.12 C3 mit Pratt & Whitney R-1535-Sternmotor (ein Prototyp), der zweisitzige Bomber Potez 63.13 Bp2 (ein Prototyp) und das Schulflugzeug Potez 63.16 T3.
Die französische Luftwaffe bestellte eine große Anzahl der Potez-63.11-Varianten.

## Einsatzzeit
Da die Motoren der Potez 630 Probleme bereiteten, wurden sie vor dem Beginn des Zweiten Weltkrieges durch Gnome-Rhône-Sternmotoren der Potez 631 ersetzt. Die Flugzeuge waren langsamer als einige deutsche Bomber und etwa 130 km/h langsamer als die Messerschmitt Bf 109E, die damals bereits der Standardjäger der deutschen Luftwaffe war.
Einige kurz vor der französischen Kapitulation an Jugoslawien gelieferte Potez 630 und Potez 631 kamen noch beim Angriff der Achsenmächte im Jahre 1941 bei der Landesverteidigung zum Einsatz.
Die Potez 633 waren am 20. Mai 1940 in der Nähe von Arras stationiert, wurden aber zwei Tage später von der Front zurückgezogen. Der Flug einer Potez über Arras wurde später durch den Roman Flug nach Arras von Antoine de Saint-Exupéry bekannt.
Die Potez 633 wurden nach Griechenland und Rumänien exportiert und dort intensiver eingesetzt. Die Rumänen kämpften damit gegen die Sowjetunion. Eine kleine Anzahl wurde nach Indochina an die französische Kolonialverwaltung geliefert und wurde dort Anfang 1941 eingesetzt.
Bis zum Juni 1940 waren mehr als 700 Potez 63.11 ausgeliefert worden. Mehr als 220 wurden zerstört, dies waren die stärksten Verluste eines französischen Flugzeugtyps im Zweiten Weltkrieg. Unter dem Vichy-Regime wurden die Maschinen weiterverwendet, ebenso im freien Teil Frankreichs in Nordafrika. Die Deutschen nahmen die Produktion wieder auf und verwendeten die Maschinen als Verbindungs- und Schulflugzeug.
Einige Potez 63.11 wurden von den Deutschen an Rumänien und Ungarn übergeben. Italien setzte sie mit vielen anderen französischen Beuteflugzeugen zu Trainingszwecken ein.
Auch die deutsche Luftwaffe setzte eine Kollektion verschiedener Potez-63-Typen als Trainer ein.
Die Maschinen dieser Potez-Baureihen hatten exzellente Flugeigenschaften, waren leicht zu warten und später schwer bewaffnet. Einige Potez 63.11 hatten bis zu zwölf Maschinengewehre. Die Schwächen der Potez lagen in ihren schwachen Motoren und der geringen Höchstgeschwindigkeit. Sie waren deshalb ein leichtes Opfer für die deutschen Messerschmitts.

## Einsatzländer
- Frankreich
- Vichy-Frankreich
- Deutsches Reich
- Griechenland
- Königreich Italien
- Jugoslawien
- Rumänien
- Schweiz
- Ungarn

## Technische Daten

Dreiseitenansicht Potez 630

| Kenngröße             | Daten Potez 63.11A.3                                     |
| --------------------- | -------------------------------------------------------- |
| Besatzung             | 3                                                        |
| Länge                 | 10,93 m                                                  |
| Spannweite            | 16,00 m                                                  |
| Höhe                  | 3,08 m                                                   |
| Flügelfläche          | 32,7 m²                                                  |
| Flügelstreckung       | 7,8                                                      |
| Leermasse             | 3135 kg                                                  |
| max. Startmasse       | 4530 kg                                                  |
| Antrieb               | 2 × Gnome-Rhône-Sternmotoren 14M-4/5, je 522 kW (700 PS) |
| Höchstgeschwindigkeit | 425 km/h                                                 |
| Dienstgipfelhöhe      | 8500 m                                                   |
| Reichweite            | 1500 km                                                  |
| Bewaffnung            | 3 × 7,5-mm-MAC-1934-MG, 4 × 50-kg-Bomben                 |